# Ryad Merhy
Ryad Merhy (Abidjan, 28 november 1992) is een Belgisch bokser met Ivoriaanse roots.

## Levensloop
Merhy werd geboren in Ivoorkust en werd opgevoed door zijn moeder. Zijn Libanese vader was afwezig tijdens zijn kindertijd. Op 3-jarige leeftijd kwam hij naar België.
Zijn eerste stappen in de bokswereld zette hij bij de Kyrios Vitalis Club in Sint-Lambrechts-Woluwe op veertienjarige leeftijd. Op 14 maart 2010 werd hij LFB-kampioen en op 9 januari 2011 Belgisch kampioen bij de amateurs. In 2013 maakte hij de overstap naar de professionals. In oktober 2015 ontving hij, samen met Delfine Persoon de Gouden Handschoen als meest verdienstelijke Belgische bokser. Hij was op dat moment ongeslagen met 14 KO's in 17 gevechten. In december 2015 kampte hij met de Canadees Sylvera Louis. Merhy wint de kamp met knock-out in de zesde ronde en behaalde hiermee de WBC-silver belt die vacant was.
In mei 2016 won hij de intercontinentale WBA-titel bij de cruisergewichten tegen de Venezolaan Williams Ocando met een technische knock-out. De titel was vacant. In september van datzelfde jaar ontving hij voor de tweede maal de Gouden Handschoen. In december 2016 verdedigde hij zijn WBA-titel met succes tegen de Amerikaan Max Alexander, in mei 2017 tegen de Amerikaan Mitch Williams en in december 2017 tegen Amerikaan Nick Kisner. In maart 2018 kampte hij voor de WBA-wereldtitel bij de cruisergewichten tegen de Fransman Arsen Goulamirian in Marseille. De wedstrijd werd door de scheidsrechter stilgelegd na 11 reprises omdat Merhy zweefde op de rand van een knock-out. Het werd zijn eerste nederlaag na 24 zeges, waarvan 20 met knock-out. In oktober 2019 ondernam Merhy een nieuwe poging voor de wereldtitel, ditmaal in een confrontatie met de Hongaar Imre Szello in Charleroi. Merhy slaagde erin om met een knock-out na zeven rondes de titel 'ad interim' binnen te halen.
In 2023 schakelde Merhy over van cruisergewichten naar zwaargewichten. Op 9 december maakte de 31-jarige Belg zijn debuut in die gewichtsklasse in een bokskamp tegen de Fransman Tony Yoka in het stadion van Roland Garros. Na tien rondes won hij op unanieme beslissing van de drie juryleden.
Merhy is woonachtig in Brussel.